# Білосілля
Білосі́лля — пасажирський залізничний зупинний пункт Козятинської дирекції Південно-Західної залізниці.
Розташований неподалік від села Першотравневе Ружинського району Житомирської області на лінії Фастів I — Козятин I між станціями Чорнорудка (4 км) та Сестринівка (10 км).
Відкритий 1958 року.